# Danny Da Costa (judoka)
Danny Da Costa (15 de mayo de 1941) es un deportista británico que compitió en judo. Ganó una medalla de plata en el Campeonato Europeo de Judo de 1974 en la categoría de –63 kg.

## Palmarés internacional
| Campeonato Europeo | Campeonato Europeo    | Campeonato Europeo | Campeonato Europeo |
| Año                | Lugar                 | Medalla            | Categoría          |
| ------------------ | --------------------- | ------------------ | ------------------ |
| 1974               | Londres (Reino Unido) | Medalla de plata   | –63 kg             |